# Макс, Йозеф
Йозеф Каланца Макс (нем. Joseph Calanza Max; 16 января 1804 — 18 июня 1855) — чешский скульптор. Брат скульптора Эмануэля Макса, отец художника Габриэля Макса.
Шестой сын в семье скульптора Йозефа Франца Макса-старшего (1765—1838). Получил первые уроки от своего отца. С 1822 года учился в Праге у резчика по дереву Венцеля Шумана. С 1823 по 1824 год учился в Академии художеств у Йозефа Берглера. Он начал выставляться в 1826 году. Затем работал в разных городах северной Чехии, в 1830 году открыл в Праге мастерскую. Он продолжал работать в мастерской резьбы по дереву и женился на дочери владельца, Анне Марии Шуман, в 1834 году. У них было семеро детей. 
Наиболее значительные работы Макса — памятники императору Карлу IV в Карловых Варах и Мельнике, монумент  фельдмаршалу Радецкому в Праге (совместно с братом Эмануэлем), ряд фигур Карлова моста.
Умер от холеры.